# 紫花飞蛾藤
紫花飞蛾藤（学名：Porana racemosa var. violacea）是旋花科飞蛾藤属飞蛾藤的变种。分布在中国大陆的四川等地，生长于海拔1,800米至3,100米的地区，常生于灌丛中，目前尚未由人工引种栽培。